# If (песня Pink Floyd)
«If» (с англ. — «Если») — песня группы Pink Floyd с альбома 1970-го года Atom Heart Mother, написанная Роджером Уотерсом. Представлена на второй стороне LP первым по счёту треком. Вокал в этой песне, исполняемой под аккомпанемент акустической гитары, принадлежит Уотерсу. «If», как и песня Роджера Уотерса с предыдущего альбома Pink Floyd Ummagumma — «Grantchester Meadows», по лиричному стилю исполнения близка к фолку. «If» была выпущена также на сингле в США и Европе (за исключением Британии).

## Исполнение на концертах
Pink Floyd исполнили песню «If» на концерте всего лишь один раз во время выступления группы для радиотрансляции в Парижском театре BBC «In concert» 16 июля 1970 года (Роджер Уотерс сыграл на акустической гитаре, а Ричард Райт одновременно исполнил басовую и органную партии). В 1980-х годах в период сольной карьеры Роджера Уотерса песня стала часто исполняться им в концертных турах Pros & Cons (в 1984—1985 гг.) и Radio KAOS (в 1987 году).

## Рон Гисин о песне
Рон Гисин, один из авторов заглавной композиции с альбома «Atom Heart Mother», записывавший с Роджером Уотерсом музыку к фильму The Body («Тело»), выразил своё отношение к песне следующими словами:

Песня «If» показывает настоящего Роджера лучше, чем все его политические выдумки. Это куда лучше, чем все флойдовские астральные блуждания. В строке «If I were a good man I’d understand the spaces between friends» («Если бы я был порядочным человеком, то понял бы, что разделяет друзей») — вся сущность этого человека.

## Интересный факт
В 2001 году в Италии был создан музыкальный коллектив под названием IF Pink Floyd, исполняющий исключительно кавер-версии композиций Pink Floyd.

## Участники записи
- Роджер Уотерс — вокал, бас-гитара, акустическая гитара;
- Дэвид Гилмор — гитара;
- Ричард Райт — клавишные;
- Ник Мейсон — ударные;